# Rúske (Crimea)
Rúske (en ucraïnès: Руське) és un poble de la República Autònoma de Crimea, a Ucraïna, que el 2014 tenia 173 habitants. Pertany al districte de Bilogorsk.